# Марживаль
Маржива́ль (фр. Margival) — коммуна во Франции, находится в регионе Пикардия. Департамент коммуны — Эна. Входит в состав кантона Фер-ан-Тарденуа. Округ коммуны — Суасон.
Код INSEE коммуны — 02464.

## Население
Население коммуны на 2010 год составляло 320 человек.
| 1962 | 1968 | 1975 | 1982 | 1990 | 1999 | 2010 |
| ---- | ---- | ---- | ---- | ---- | ---- | ---- |
| 296  | 258  | 264  | 321  | 321  | 325  | 320  |

## Экономика
В 2010 году среди 202 человек трудоспособного возраста (15—64 лет) 157 были экономически активными, 45 — неактивными (показатель активности — 77,7 %, в 1999 году было 67,0 %). Из 157 активных жителей работали 147 человек (78 мужчин и 69 женщин), безработных было 10 (4 мужчины и 6 женщин). Среди 45 неактивных 15 человек были учениками или студентами, 11 — пенсионерами, 19 были неактивными по другим причинам.